# Cory Higgins
Courdon Dennard "Cory" Higgins (Danville, California, 14 de junio de 1989) es un exjugador de baloncesto estadounidense. Con 1,96 metros de estatura, jugaba en la posición de escolta. Es hijo del también jugador de baloncesto Rod Higgins.

## Trayectoria deportiva

### Universidad
Jugó durante cuatro temporadas con los Buffaloes de la Universidad de Colorado, en las que promedió 15,2 puntos y 2,4 asistencias por partido. Elegido en sus tres últimas temporadas en el tercer mejor quinteto de la Big 12 Conference, acabó su carrera con el récord de su universidad de puntos anotados, 2001. Logró además el récord de su universidad y de su conferencia en tiros libres anotados de forma consecutiva, con 45, logrados a lo largo de 8 partidos en su temporada sophomore.

#### Estadísticas
| Temp.   | Equipo   | Conf.  | PJ  | MPP  | TCI | TCC  | %TC  | 3PI | 3PC | %3P  | TLI | TLC | %TL  | RPP | APP | ROB | TPP | BP  | FP  | PPP  |
| ------- | -------- | ------ | --- | ---- | --- | ---- | ---- | --- | --- | ---- | --- | --- | ---- | --- | --- | --- | --- | --- | --- | ---- |
| 2007-08 | Colorado | Big-12 | 32  |      | 3.0 | 6.5  | .459 | 0.8 | 2.3 | .333 | 1.6 | 2.3 | .680 | 4.3 | 2.3 | 1.1 | 0.3 | 2.1 |     | 8.3  |
| 2008-09 | Colorado | Big-12 | 31  |      | 5.3 | 11.2 | .476 | 1.0 | 2.9 | .360 | 5.7 | 6.8 | .830 | 5.4 | 2.6 | 1.9 | 0.4 | 2.8 |     | 17.4 |
| 2009-10 | Colorado | Big-12 | 31  | 33.4 | 6.2 | 12.3 | .505 | 1.0 | 2.9 | .356 | 5.5 | 6.5 | .833 | 3.9 | 2.4 | 1.9 | 0.4 | 2.3 | 2.5 | 18.9 |
| 2010-11 | Colorado | Big-12 | 38  | 32.2 | 5.3 | 12.1 | .434 | 0.9 | 2.8 | .340 | 4.6 | 5.3 | .866 | 3.3 | 2.5 | 1.0 | 0.4 | 2.1 | 2.2 | 16.1 |
| Total   |          |        | 132 | 32.7 | 4.9 | 10.6 | .467 | 0.9 | 2.7 | .347 | 4.3 | 5.2 | .825 | 4.1 | 2.4 | 1.5 | 0.4 | 2.3 | 1.2 | 15.2 |

### Profesional

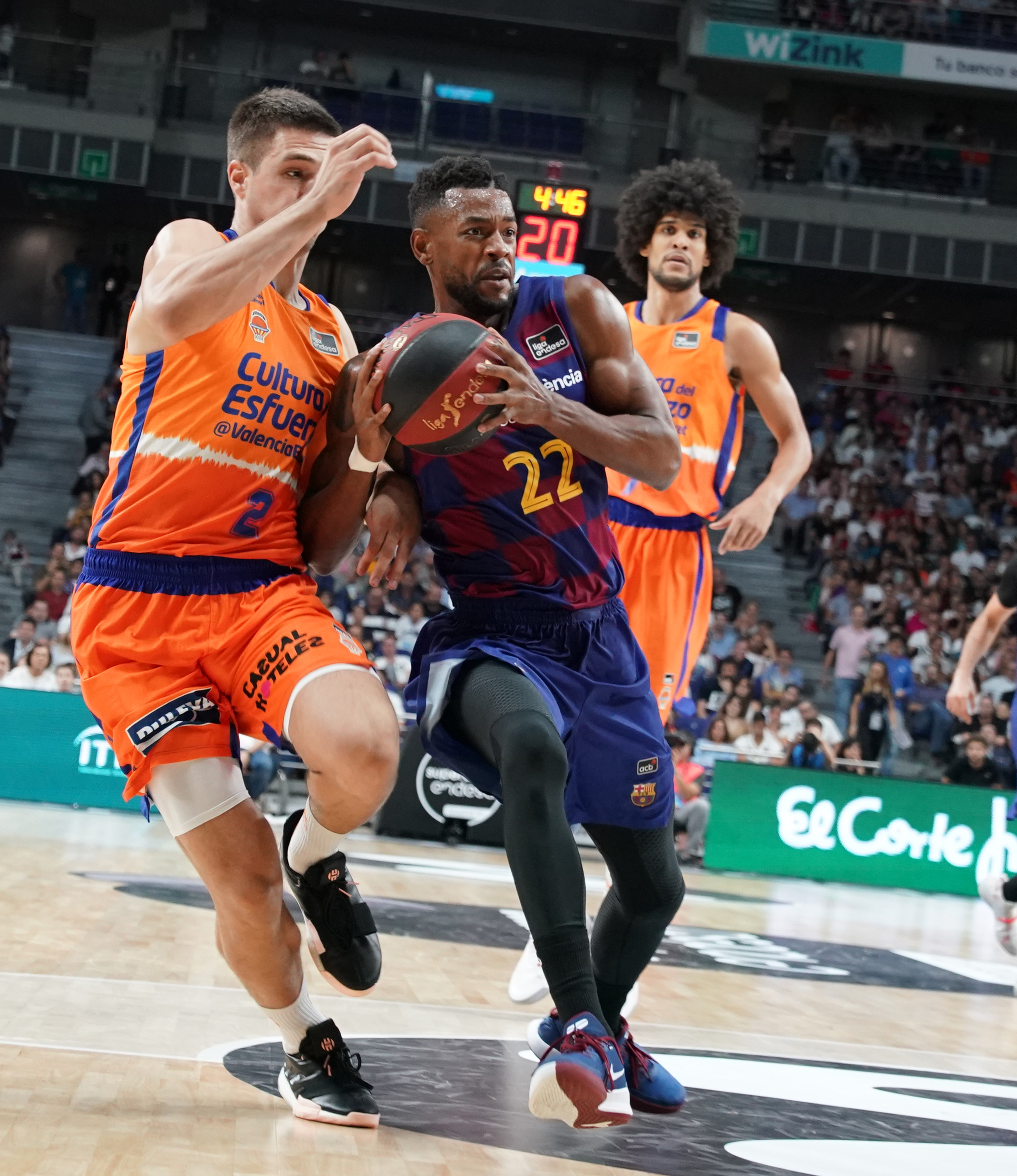
Higgins con el FC Barcelona en 2021.

Tras no ser elegido en el Draft de la NBA de 2011, fue invitado a la pretemporada de los Denver Nuggets, pero fue despedido sin llegar a comenzar la competición.
Fue seleccionado por los Erie BayHawks en la primera ronda del draft de la NBA D-League, donde jugó 5 partidos, en los que promedió 12,6 puntos y 4,2 rebotes por partido.
En diciembre de 2011 fichó por los Charlotte Bobcats, siendo cortado en diciembre de 2012. Al mes siguiente volvió a la disciplina de los Erie BayHawks, club en el que estuvo hasta el final de la temporada 2012-13.
En 21 de octubre de 2013 se anunció su fichaje por un año con el equipo ruso del BC Triumph Lyubertsy.
En junio de 2014 firma por un año con el equipo turco del Gaziantep Basketbol.
El 1 de julio de 2015 ficha por el PBC CSKA Moscú por un año más otro opcional. Este año opcional se hizo efectivo y el 26 de junio de 2017 ambas partes acordaron una renovación por dos años más, hasta el final de la temporada 2018-19. El 11 de junio de 2019 el equipo moscovita anunció la no renovación de Higgins.
El 3 de julio de 2019 se hizo oficial su fichaje por tres años con el Fútbol Club Barcelona. Un año antes de la finalización del contrato ambas partes pactaron la renovación del contrato hasta junio de 2024.
En febrero de 2021, conquista la Copa del Rey y es nombrado MVP del torneo.
En mayo de 2023 es intervenido quirúrgicamente para solucionar los problemas lumbares que arrastra desde hace meses, perdiéndose lo que resta de temporada. Al término de la temporada, en agosto de 2023, se desvincula del FC Barcelona tras una rescisión de contrato de forma unilateral por parte del equipo.

## Estadísticas de su carrera en la NBA

### Temporada regular
| Año     | Equipo    | PJ | PT | MPP  | %TC  | %3P | %TL  | RPP | APP | ROB | TPP | PPP |
| ------- | --------- | -- | -- | ---- | ---- | --- | ---- | --- | --- | --- | --- | --- |
| 2011-12 | Charlotte | 38 | 0  | 11.1 | .325 | .20 | .70  | .9  | .9  | .1  | .2  | 3.9 |
| 2012-13 | Charlotte | 6  | 0  | 5.3  | .316 | .20 | .50  | .5  | .8  | .5  | 0   | 2.3 |
| Total   | Total     | 44 | 0  | 10.3 | .324 | .20 | .694 | .9  | .9  | .1  | .2  | 3.7 |

## Logros y reconocimientos

### CSKA Moscú
- Euroliga (2): 2015-16 y 2018-19
- VTB United League (4): 2015-16, 2016-17, 2017-18, 2018-19

### FC Barcelona
- Liga ACB (2): 2021, 2023.
- Copa del Rey (2): 2021, 2022.

### Consideraciones individuales
- MVP de la Copa del Rey (1): 2021
- Máximo Anotador de la VTB United League (1): 2013-14.
- Quinteto Ideal de la ACB (1):
  - Segundo Quinteto (1): 2020-21
- MVP de la Jornada de la Euroliga (3): R14 (2017-18), R6 (2018-19), R7 (2019-20)
- Gigante del Año Liga ACB: 2021